# Paul Erman

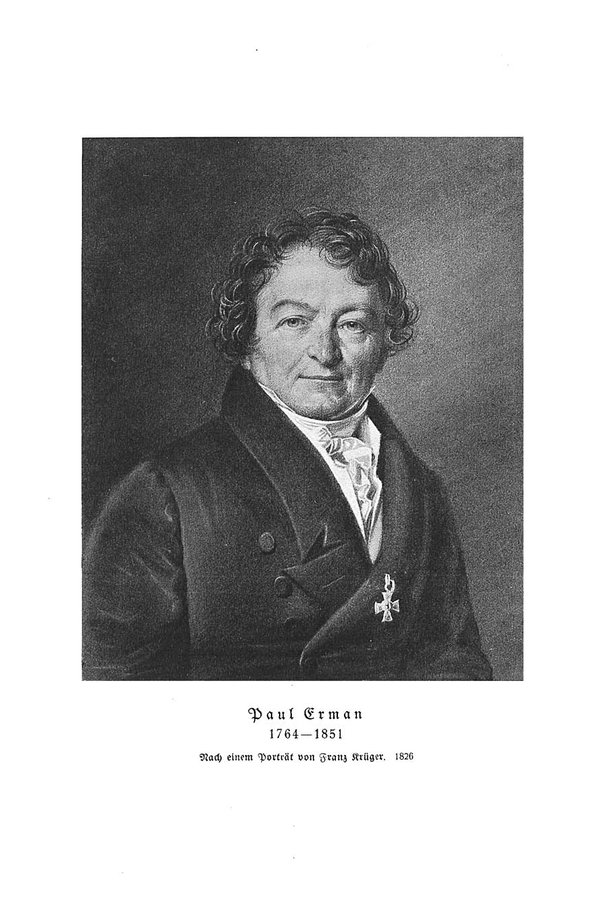
Paul Erman (1764–1851)

Paul Erman (* 29. Februar 1764 in Berlin; † 11. Oktober 1851 in Berlin) war ein deutscher Physiker.

## Familie Erman
Die Familie Erman stammte aus Mülhausen im Elsass und hieß ursprünglich Ermendinger. Der Urgroßvater Pauls hatte bei seiner Übersiedlung nach Genf den Namen in Erman umgewandelt. Pauls Vater war der Historiker und protestantische Theologe Jean Pierre Erman (1735–1814). Paul Erman heiratete Caroline Hitzig (1784–1848), eine Enkelin Daniel Itzigs, Schwester Julius Eduard Hitzigs und Schwägerin Nathan Mendelssohns. Ihr Sohn Georg Adolf Erman (1806–1877) wirkte in Berlin als Physiker. Ihre Enkel waren der Bibliothekar Wilhelm Erman (1850–1932), der Ägyptologe Adolf Erman (1854–1937) und der Jurist Heinrich Erman (1857–1940). Der Jurist Walter Erman, Begründer des Erman-Kommentars zum BGB, war ihr Urenkel.

## Leben
Paul Erman wurde am 29. Februar 1764 in Berlin geboren als Sohn von Jean Pierre Erman, des Predigers der Hugenotten-Gemeinde, Direktors des Französischen Gymnasiums (Collége français) und langjährigen Mitglieds der philosophischen Klasse der Akademie, und dessen Ehefrau Louise Lecoq (1738–1791), Tochter des Tabakhändlers Paul Lecoq (1703–1769) und der Anne Jordan (1711–1739), einer Schwester von Charles Étienne Jordan. Wie seine Muttersprache war auch seine Bildung vorwiegend französisch und erhielt gemäß den Anschauungen der Kreise, denen seine Familie angehörte, eine ethisch-philosophische Richtung.
Zum Prediger bestimmt und bereits bis zur Schwelle dieses Berufes vorgerückt, nahm er jedoch von der Prüfung Abstand. Erman interessierte sich für die Naturwissenschaften und übernahm bereits mit 18 Jahren ein Lehramt für Naturkunde am Französischen Gymnasium in Berlin, dem er selbst seine klassische Bildung verdankte (eine Universität hat er nie besucht) und an dem zuvor schon sein Vater gelehrt hatte. 1791 wurde er zum Professor der Physik an der allgemeinen Kriegsschule ernannt.
Bei Gründung der Berliner Universität im Jahre 1809 erhielt er eine ordentliche Professur für Physik an dieser Hochschule, die er bis zu seinem Tode innehatte. 1806 wurde er Mitglied der Preußischen Akademie der Wissenschaften und war zwischen 1810 und 1841 Sekretär der mathematisch-naturwissenschaftlichen Klasse der Akademie. Im Jahr 1819 wurde er zum Mitglied der Leopoldina gewählt.

## Wirken
Erman arbeitete insbesondere über Probleme der Elektrizität, des Magnetismus, der Hygrologie, der Optik und der Physiologie, wo er wichtige Beiträge leistete. Zwar hatte er bis zum Alter von nahezu 40 Jahren keine eigenen Untersuchungen bekannt gemacht und teilweise nur unvollendete Arbeiten in den Denkschriften der Akademie und in Ludwig Gilberts Annalen der Physik und Poggendorffs Annalen der Physik und Chemie in zahlreichen Abhandlungen niedergelegt. Unter anderem beschäftigte er sich mit den Wirkungen der damals entwickelten Voltaschen Säule.
Er war der Erste, der elektroskopische Spannungserscheinungen an einem die Säule schließenden feuchten Leiter beobachtete, und die Fähigkeit der Erde und der Gewässer, den galvanischen Strom zu leiten, nachwies. Seiner Entdeckung der unipolaren Leitung der Flammen und der Seife wurde 1806 durch die mathematisch-physikalische Klasse des französischen National-Instituts der von Napoleon Bonaparte ausgesetzte Galvanische Preis von 3000 Francs zuerkannt. Erman gehört zu den ersten Forschern auf dem Gebiet der elektrochemischen Bewegungserscheinungen. Auch die Optik, die Wärmelehre und die Physik der Erde verdanken ihm einige wichtige Beiträge. Erman war ein Gegner der Naturphilosophie und ein Vertreter nüchterner und empirischer Forschung.